# Mihai Severovan
Mihai Severovan (n. 25 noiembrie 1947, Gura Camencii) este un politician și om de afaceri din Republica Moldova. A fost ministru în Guvernul Republicii Moldova din 1992 până în 1999, în cinci cabinete: Ministru al Serviciilor Comunale și Exploatării Fondului de Locuințe (1992–1996) în Guvernul Sangheli-1 și Guvernul Sangheli-2 și Ministru al Dezvoltării Teritoriului, Construcțiilor și Gospodăriei Comunale în Guvernul Ciubuc-1, Guvernul Ciubuc-2 și Guvernul Sturza. A mai fost primar de Chișinău (în 1990) și consilier municipal în Consiliul municipal Chișinău (în anii 2000).

## Biografie
Într-o perioadă în care capetele miniștrilor zburau unul după altul, Mihai Severovan a fost o personalitate agreată de toate cabinetele - Muravschi, Sangheli, Ciubuc-I, Ciubuc-II și Sturza. 
Mihai Severovan s-a născut la 21 noiembrie 1947, în satul Gura Camencii din raionul Florești (pe atunci în raionul Soroca), într-o familie de țărani. După absolvirea școlii medii, a studiat la Colegiul de Construcții. Și-a continuat studiile la Facultatea Construcții a Universității Tehnice din Chișinău și, ulterior, la Școala de Înalte Studii Politice de la Moscova. Și-a început activitatea profesională în calitate de muncitor, devenind apoi inginer și inginer-șef. În 1979 a fost ales vicepreședinte, iar în 1982 președinte al Comitetului executiv al raionului Frunze (Buiucani) din Chișinău (pretor de Buiucani). Între anii 1987–1990 a fost ministru adjunct al Gospodăriilor Comunale, iar în 1990 a devenit președinte al Comitetului executiv orășenesc Chișinău (primar de Chișinău). A fost ministru (în Guvernul Republicii Moldova) în cinci guverne timp de opt ani. Din 4 august 1992 până la 12 decembrie 1996 a exercitat funcția de Ministru al Serviciilor Comunale și Explotării Fondului de Locuințe în Guvernul Sangheli-1 și Guvernul Sangheli-2, iar de la 25 ianuarie 1997 până la 12 noiembire 1999 a deținut funcția de Ministru al Dezvoltării Teritoriului, Construcțiilor și Gospodăriei Comunale în Guvernul Ciubuc-1, Guvernul Ciubuc-2 și Guvernul Sturza. În 2001 Mihai Severovan a candidat pentru funcția de deputat în Parlamentul Republicii Moldova pe listele Partidului Renașterii și Concilierii (nr. 18 în listă), iar în 2002 a fost ales vicepreședinte al Consiliului Național al Partidului Liberal (a fuzionat în 2003, formând Alianța „Moldova Noastră”). La alegerile pentru funcția de primar de Chișinău din 2003, Mihai Severovan a participat în calitate de candidat independent acumulând 1,3% din voturi. Din 2003 până în 2011 a fost consilier municipal în Consiliul municipal Chișinău.
A mai fost membru al consiliului de administrare al „Băncii Sociale” și membru al consiliului de administrare la SA „Apă Canal”.
La alegerile parlamentare din 5 aprilie 2009 din Republica Moldova a candidat la funcția de deputat de pe locul 6 din lista Mișcarii „Acțiunea Europeană”, însă formațiunea a acumulat doar 1,01% și nu a reușit să acceadă în parlament.
La alegerile locale din Chișinău din 14 iunie 2015 a candidat independent la fucția de consilier în Consiliul municipal Chișinău și a obținut 0,81% din voturi, nereușind să treacă pragul electoral.
În prezent deține funcția de președinte al Asociației Patronale a Serviciilor Publice din Republica Moldova. Este membru al Partidului Național Liberal și face parte din Biroul Permanent Central al partidului.
Mihai Severovan este nașul de cununie al primului Președinte al Republicii Moldova, Mircea Snegur (din 2003). Este căsătorit cu Claudia și are un fiu.

## Distincții
- „Ordinul Republicii” (2014)[15]
- Ordinul „Gloria Muncii”[16]
- Ordinul bisericesc „Ștefan cel Mare, grad.II”[16]
- Titlul onorific „Почетный строитель России” (în română: Constructor de onoare al Rusiei)[16]